# COSAFA U-17-Meisterschaft der Frauen
Die COSAFA-U-17-Meisterschaft der Frauen (englisch COSAFA U17 Girls’ Championship) ist ein Jugend-Fußballturnier der Frauen, das vom Fußballverband des südlichen Afrikas, COSAFA, seit 2019 organisiert wird.

## Bisherige Austragungen
| Jahr         | Gastgeber | Finale     | Finale         | Finale    | Spiel um Platz 3  | Spiel um Platz 3  | Spiel um Platz 3  |
| Jahr         | Gastgeber | Sieger     | Ergebnis       | 2. Platz  | 3. Platz          | Ergebnis          | 4. Platz          |
| ------------ | --------- | ---------- | -------------- | --------- | ----------------- | ----------------- | ----------------- |
| 2019 Details | Mauritius | Uganda 1   | 2:1            | Südafrika | Sambia            | 3:0               | Botswana          |
| 2020 Details | Südafrika | Tansania 1 | 1:1; 4:3 i. E. | Sambia    | Südafrika         | Rundenturnier     | Simbabwe          |
| 2021 Details | Lesotho   | Sambia     | 4:0            | Namibia   | nicht ausgespielt | nicht ausgespielt | nicht ausgespielt |
| 2022 Details | Malawi    | Südafrika  | 4:3            | Sambia    | Malawi            | 9:0               | Botswana          |
| 2024 Details | Südafrika | Sambia     | 15:0           | Lesotho   | nicht ausgespielt | nicht ausgespielt | nicht ausgespielt |
| 2025 Details | Namibia   | Sambia     | 3:0            | Malawi    | Mosambik          | 3:2               | Simbabwe          |

## Erfolgreichste Mannschaften
| Rang | Nation     | Siege | 2. Plätze | 3. Plätze |
| ---- | ---------- | ----- | --------- | --------- |
| 1    | Sambia     | 3     | 2         | 1         |
| 2    | Südafrika  | 1     | 1         | 1         |
| 3    | Tansania 1 | 1     | –         | –         |
| 3    | Uganda 1   | 1     | –         | –         |
| 5    | Malawi     | –     | 1         | 1         |
| 6    | Lesotho    | –     | 1         | –         |
| 6    | Malawi     | –     | 1         | –         |
| 6    | Namibia    | –     | 1         | –         |
| 9    | Mosambik   | –     | –         | 1         |

## Auszeichnungen
| Jahr | Beste Spielerin | Torschützenkönigin         | Beste Torhüterin   |
| ---- | --------------- | -------------------------- | ------------------ |
| 2019 | Jessica Wade    | Juliet Nalukenge (18 Tore) | Daphine Nyayenga   |
| 2020 | Tisilile Lungu  | Aisha Masaka (10 Tore)     | Chitete Munsaka    |
| 2021 | Pumulo Lubasi   | Lucy Kajiya (3 Tore)       | Chitete Munsaka    |
| 2022 | Sinazo Ntshota  | Rose Kadzere (8 Tore)      | Casey Gordon       |
| 2024 | Mercy Chipasula | Mercy Chipasula (13 Tore)  | Loveness Chingwele |

Quelle: